# 加藤源
加藤 源（かとう げん、1940年 - 2013年）は、日本の都市計画家。株式会社日本都市総合研究所取締役。筑波大学ほか講師。法政大学大学院客員教授。日本都市計画学会では理事をつとめる。工学博士。
1940年、神奈川県生まれ。
1964年、東京大学工学部建築学科卒。1966年、東京大学大学院工学系研究科都市工学専攻修士課程修了。1967年ハーバード大学デザイン系大学院修士課程修了。米国RTKL都市計画建築事務所、1969年丹下健三都市建築設計研究所をへて、1973年に、株式会社日本都市総合研究所を設立。
日本都市計画学会賞（計画設計部門）は、JR花巻駅周辺地区の都市設計で受賞。おもな業務実績に、丸亀駅前整備、北彩都あさひかわ、帯広駅周辺地区、藤沢市辻堂駅北口地区、札幌市駅前通り地下歩行者空間等のデザインと事業調整など。

## 著作
- 都市とデザイン　（共著、電通、1992年）
- 東京大都市圏　地域構造・計画の歩み・将来展望　（共著、彰国社、1992年）
- 都市再生の都市デザイン　プロセスと実現手法　（学芸出版社、2001年）
- 現代大都市論（翻訳・鹿島出版会）
- オープンスペースを魅力的にする　（監訳、学芸出版社、2005年）